# Dortmund Giants
| Ewige Bundesligabilanz | Ewige Bundesligabilanz | Ewige Bundesligabilanz | Ewige Bundesligabilanz | Ewige Bundesligabilanz | Ewige Bundesligabilanz | Ewige Bundesligabilanz | Ewige Bundesligabilanz | Ewige Bundesligabilanz | Ewige Bundesligabilanz | Ewige Bundesligabilanz | Ewige Bundesligabilanz |
| Jahr                   | Gesamt                 | Gesamt                 | Gesamt                 | Heim                   | Heim                   | Heim                   | Ausw.                  | Ausw.                  | Ausw.                  | TD-Verhältnis          |                        |
| Jahr                   | S                      | N                      | U                      | S                      | N                      | U                      | S                      | N                      | U                      | TD-Verhältnis          |                        |
| ---------------------- | ---------------------- | ---------------------- | ---------------------- | ---------------------- | ---------------------- | ---------------------- | ---------------------- | ---------------------- | ---------------------- | ---------------------- | ---------------------- |
| 1981                   | 3                      | 9                      | 0                      | 1                      | 5                      | 0                      | 2                      | 4                      | 0                      | 85 : 385               |                        |
| 1985                   | 4                      | 10                     | 0                      | 2                      | 5                      | 0                      | 2                      | 5                      | 0                      | 121 : 348              |                        |
| 1986                   | 7                      | 3                      | 0                      | 3                      | 2                      | 0                      | 4                      | 1                      | 0                      | 251 : 127              |                        |
| 1987                   | 5                      | 5                      | 0                      | 2                      | 3                      | 0                      | 3                      | 2                      | 0                      | 215 : 182              |                        |
| 1988                   | 8                      | 2                      | 0                      | 5                      | 0                      | 0                      | 3                      | 2                      | 0                      | 484 : 236              |                        |
| 1989                   | 8                      | 2                      | 0                      | 4                      | 1                      | 0                      | 4                      | 1                      | 0                      | 412 : 172              |                        |
| 1990                   | 7                      | 3                      | 0                      | 3                      | 2                      | 0                      | 4                      | 1                      | 0                      | 374 : 177              |                        |
| 1991                   | 4                      | 10                     | 0                      | 2                      | 5                      | 0                      | 2                      | 5                      | 0                      | 386 : 495              |                        |
| 1992                   | 4                      | 8                      | 0                      | 3                      | 3                      | 0                      | 1                      | 5                      | 0                      | 269 : 450              |                        |
| 1993                   | 0                      | 14                     | 0                      | 0                      | 7                      | 0                      | 0                      | 7                      | 0                      | 142 : 726              |                        |
| Gesamt                 | 50                     | 66                     | 0                      | 25                     | 33                     | 0                      | 25                     | 33                     | 0                      | 2739 : 3271            |                        |

Die Dortmund Giants gehören zu den ersten American-Football-Clubs in Deutschland. Sie spielen derzeit in der Oberliga NRW.

## Geschichte
Die Dortmund Giants wurden am 22. Mai 1980 in der Gaststätte „VIP“ in Unna gegründet.
Die Dortmund Giants meldeten sich zum Spielbetrieb im zum American Football Verband Deutschland (AFVD) in Konkurrenz stehenden American Football Bund Deutschland (AFBD) an. Dies bedeutete in der Saison 1981 zwar gleich die Erstliga-Zugehörigkeit, doch als sich die beiden Verbände zum Jahreswechsel zum AFVD zusammenschlossen, bevorzugte der sein Mitglied Herne Tigers für die erste Liga, verbannte die „Giganten“ in die Zweitklassigkeit. Drei Jahre sollte es dauern, bis die Giants 1985 zurück waren in der Bel étage des deutschen Footballs.
Die Achtel- (1986 und 1990), Viertel- (1987 und 1988) sowie die Halbfinal-Teilnahme in den Play-offs um die Deutsche Meisterschaft zählen noch heute zu den größten sportlichen Erfolgen. In dieser Zeit schafften mit Gerland, Saatkamp, Tiedemann, Friedrich, Hauck, Gerald Olceweski und Dirk Kapella gleich sieben „Giganten“ den Sprung in den Kreis der Nationalmannschaft.
Bergab ging es mit den Giants erst wieder Anfang der 90er Jahre. 1991 kam die zweigleisige erste Liga, wo man sich bis zur Saison 1993 halten konnte, dann folgte der Abstieg bis in die Drittklassigkeit, was auch der zwischenzeitlich als Coach verpflichtete damalige World-League-Star Olaf Hampel nicht verhindern konnte. Mit US-Coach Mel Crandall kam 1996 wieder die Wende zum Besseren. Mit einer „Perfect Season“ verabschiedeten sich die „Giganten“ aus der Regional- in die zweite Bundesliga. Im darauffolgenden Jahr etablierten sich die Dortmunder in dieser Liga und kamen dann 1998 auf Rang drei ein.
Einem weiteren Jahr in der Liga folgte die so genannte „B1-Ära“, die Kooperation der Giants mit den Bochum Cadets, die gemeinsam ein Zweitliga-Team stellten. Doch die hohen Erwartungen konnten nicht umgesetzt werden, „B1“ kam nur auf Position drei, was die Kooperation zwischen den Revier-Nachbarn auch schon wieder beendete. Es folgte ein Neustart in der Verbandsliga. Dort gelang allerdings unter Spielertrainer Tobias Gerland gleich wieder eine „Perfect Season“.

### Tabellarischer Überblick
- 1980 – Gründung der Giants
- 1981 – 1. Ligaspiel im AFBD gegen Berlin Adler
- 1984 – Aufstieg in die 1. Bundesliga
- 1985 – Gründung einer Jugendmannschaft
- 1989 – 1. Bundesliga, Halbfinale zur Deutschen Meisterschaft
- 1992 – Sieg gegen den Deutschen Meister Berlin Adler mit 42:6
- 1993 – Abstieg in die 2. Bundesliga
- 1994 – Abstieg in die Regionalliga durch Ligareform
- 1994 – Die Jugend wird Sieger im NRW-Jugendpokal.
- 1996 – Wiederaufstieg in die 2. Bundesliga
- 1997 – Die Giants stehen das erste Mal in der Vereinsgeschichte vor den Berlin Adler in der Abschlusstabelle.
- 1998–2000 – 2. Bundesliga
- 2001 – 2. Bundesliga (B1): 3. Platz (und ein Sieg gegen Meister Berlin Adler)
- 2002
- 2003 – Oberliga
- 2004 – Regionalliga
- 2005 – Regionalliga
- 2006 – Oberliga
- 2007 – Regionalliga
- 2008 – Regionalliga
- 2009 – Oberliga
- 2010 – Regionalliga
- 2011 – Regionalliga
- 2012 – Regionalliga
- 2013 – Regionalliga
- 2014 – Regionalliga
- 2015 – Oberliga
- 2016 – Oberliga
- 2017 – Regionalliga
- 2018 – Oberliga
- 2019 – Oberliga
- 2020 – Landesliga
- 2021 – Landesliga
- 2022 – Oberliga
- 2023 – Oberliga

### Geschichte der Cheerleader
Unter der Leitung von Danja Bannura entstand 1991 das Cheerleader-Team der Dortmund Giants. Ein Jahr darauf übernahm Petra Gronau das Training und der Name „Silverettes“ wurde geboren. Seitdem waren die Cheerleader der Dortmund Giants nicht nur bei Spielen, sondern auch stets bei Meisterschaften anzutreffen. Die Silverettes erkämpften sich in den Jahren 1993, 1994 und 1995 den NRW-Vizemeistertitel und qualifizierten sich für die Teilnahme an den Deutschen Meisterschaften.
1997 verließ Petra Gronau das Team und überließ ihre Aufgaben Kristine Peier und Danja Bannura. Um das Team neu zu strukturieren, wurde 1997 eine Meisterschaftspause eingelegt. Seit Januar 1999 hieß das Trainerduo Kristine Peier und Anna Scheibner. Einen wertvollen Zuwachs erhielt das Team im Dezember 2001 mit Elke Otto, die früher selbst aktiv bei den Silverettes gecheert hat. Bei einem erneuten Trainerwechsel übernahmen Saskia Brauer und Tatjana Munk die Teamleitung. Zuletzt wurde das Team von Jessica Buse und Mona Völkel trainiert.
Um dem starken Wachstum der Abteilung Cheerleading gerecht zu werden, welche auf fünf Mannschaften angewachsen war und unter dem Namen „Silver Company“ firmierte, ging man den Weg in die Selbständigkeit. So entstand im Juli 2010 in Dortmund der eigenständige Cheerleadingverein United Cheer Sports.
Im Jahr 2012 gründeten die Dortmund Giants eine neue Cheerleaderabteilung, die „Giants-Cheerleader Dortmund“ unter der Leitung von Tania Idowu.

## Abteilungen
Der Verein Dortmund Giants hat zurzeit vier Football-Abteilungen (U13, U16, U19, 1. Mannschaft Tacklefootball) und eine Cheerleadermannschaft.

### Herrenmannschaft

#### Die Trainer der Herrenmannschaft
- 1993 Olaf Hampel
- 1994
- 1995 Jörg Nowitzki, Ralf Zirbes
- 1996 Mel Crandel, Jörg Nowitzki
- 1997 Mel Crandel
- 1998 Mel Crandel
- 1999
- 2000 Detlef Kampf
- 2001 Gerald Olzcewski (B1)
- 2002 Tobias Gerland
- 2005 Tobias Gerland
- 2006 Russel Roop, Albert Thüssing, Roland Gieselmann
- 2007 Russel Roop
- 2008 Russel Roop, Holger Meyring, Jens Müller
- 2009 Headcoach: Michael Hap, Offense-Coordinator: Roland Gieselmann, Offense-Assistant: Christoph Ryll, Offense-Assistant: Andreas Eichmann, Defense-Coordinator: Holger Meyring, Defense-Assistant: Bartos Labus, Defense-Assistant: Daniel Mitrovic
- 2013 Head Coach: Kay Friedrich, weitere Coaches: Albert Thüssing, Holger Meyring, Jens Müller, Sven Vedder
- 2014 Head Coach: Bartos Labus
- 2020 Head Coach: Tobias Gerland
- 2023 Head Coach: Bartos Labus
- 2024 Head Coach: Albert Thüssing

## Vorsitzende
- 1980 – Dirk Lubowski
- 1982 – Bernhard Kinzel
- 1983 – Maria Gajewski
- 1984 – Paula Santos Kinzel
- 1988 – Gerhard Hauck
- 1992 – Uwe Seefeldt
- 1995 – Petra Gronau
- 1997 – Ralf Ott
- 1997 – Klaus-Dieter Brandt (kommissarisch)
- 1998 – Klaus-Dieter Brandt
- 2012 – Mirjam Vukic
- 2017 – Markus Wiesemes
- 2020 – Werner Magh
- 2021 – Carina Hamann
- 2022 – Dirk Euler

### Ehrenmitglieder des Vereins
- Roland Gieselmann
- Barbara Gorris-Gieselmann
- Gerhard Hauck
- Ullrich Sierau (Ehemaliger Oberbürgermeister der Stadt Dortmund)